# Garcinia densiflora
Garcinia densiflora är en tvåhjärtbladig växtart som beskrevs av Jean Baptiste Louis Pierre. Garcinia densiflora ingår i släktet Garcinia och familjen Clusiaceae. Inga underarter finns listade i Catalogue of Life.